# Seurros
Los seurros (en latín Seurri) eran una tribu galaica prerromana pertenecientes al conventus lucensis.
Ocupaban desde las actuales tierras de Taboada hasta a Fonsagrada , Baralla , Cebreiro y pasando por Sarria (como el propio nombre sugiere). Limitaban al norte con Caporos y al sur con Lemavos, siendo sus ciudades más importantes Talamina, Timalino, Ocelum y Turriga.
Este populi fue identificado por Ptolomeo. Nota informativa, no confundir con el populi galaico Seurbi (perteneciente al conventus Bracarensis).
- Datos: Q7457056